# روزی در زندگی تو (ترانه آناستازیا)
«یک روز در زندگی شما» تک‌آهنگی از هنرمند اهل ایالات متحده آمریکا آناستازیا است که در سال ۲۰۰۲ میلادی منتشر شد.
این تک‌آهنگ در چارت‌های استرالیا، ایتالیا، اتریش، آلمان، جزو ده ترانه اول قرار گرفت.